# خط الطفل
خط الطفل هي خدمة تقدمها الجمعية الوطنية لمنع القسوة ضد الأطفال (الجمعية) في المملكة المتحدة لتقديم الاستشارات للأطفال والمراهقين حتى سن التاسعة عشرة. إذ تعالج عدة قضايا ومن أكثرها شيوعًا قضايا الإساءة للأطفال، والتنمر، والاضطرابات النفسية، وانفصال الوالدين أو الطلاق، وحمل المراهقات، وتعاطي المخدرات، والإهمال، والعنف النفسي.

## السرية
لا يُسجل الاستشاريين المكالمات أثناء تقديم المشورة بل يدونون الملاحظات حول الحالة وقد يستمع أحيانًا المشرفين إلى المكالمات للتحقق من تقديم يد العون على أكمل وجه. وقد تحال تلك الملاحظات إلى الأجهزة المختصة بما في ذلك قسم الشرطة وهيئة الخدمات الصحية الوطنية في حال شكلت إحدى تلك الملاحظات مصدر قلق بالغ لمقدمي الخدمة. كما لا يتطلب من المتصلين الإفصاح عن أسمائهم فلهم الحرية المطلقة فيم يخص معلوماتهم الشخصية.

## تاريخ
اقترحت ايستر رانتزين مذيعة برنامج “That's Life” -برنامج تليفزيوني ذو شعبية واسعة- لقناة بي بي سي إنشاء برنامج " Childwatch"، وهو برنامج تليفزيوني تدور فحواه حول إساءة معاملة الأطفال قد تم عُرضه على قناة بي بي سي الأولى في 30 أكتوبر 1986. إذ كان الهدف منه محاولة للكشف عن الأطفال المعرضة حياتهم للخطر قبل فوات الأوان.
سُئل المشاهدون عما إذا كانوا سيشاركون في استطلاع من إصدار برنامج “That's Life”. وبعد البرنامج تم فتح خط مساعدة حتى يتسنى لأي طفل يعاني حاليًا من سوء المعاملة من طلب المساعدة. لذلك اقترحت رانتزين مع كلا منتجي بي بي سي سارة كابلين وريتشي كوجان إنشاء خط مساعدة خاص بالأطفال المعرضين للخطر أو المحن، ليكون متاحًا طوال العام على مدار الساعة طيلة أيام الأسبوع وتدشينه في البرنامج. أصبح المشروع ممكنًا بفضل مموله إيان سكيبر الذي قام بتمويل المؤسسة الخيرية في سنواتها الثلاث الأولى.
انضمت خدمة خط الطفل إلى الجمعية الوطنية لمنع القسوة على الأطفال (NSPCC) في فبراير 2006، وتم التعهد بمصادر إضافية في محاولة لضمان الرد على مكالمة أي طفل.

## إدارة المملكة المتحدة
هناك 12 مركزًا استشاريًا تابعًا لـ خط الطفل في جميع أنحاء المملكة المتحدة إذ أن أغلب موظفيه من المتطوعين. تقبع المراكز الرئيسية في غلاسكو، أبردين، مانشستر، ليفربول، بريستاتين، برمنغهام، نوتينجهام، لندن، بلفاست وفويل، بدعم من المراكز الإلكترونية في ليدز وكارديف. شهدت إعادة الهيكلة في عام 2011 إغلاق المراكز الرئيسية لخط الطفل في إكستر وإدنبره مع انتقال مركز خط الطفل من سوانزي إلى كارديف. يستقبل المركز ما يصل إلى 4500 اتصالاً يوميًا على الرغم من أنه لا يمكن الرد إلا على 2500 منها بسبب نقص الإمكانيات. توسعت الخدمة منذ دمجها مع الجمعية. حيث تعتمد على تبرعات الناس لدفع تكاليف مكالمات الأطفال الهاتفية.
يقوم خط الطفل بجمع التبرعات من خلال عدة قنوات، بما في ذلك التبرعات المباشرة من خلال الجمعية والشراكات والأنشطة مثل The X Factor ChildLine Ball ومن خلال منظمات خارجية لجمع التبرعات مثل Justgiving.

## خط الطفل في اسكتلندا
أُدير خط الطفل في اسكتلندا من قبل المؤسسة الخيرية Children 1st بموجب العقد بعد أن دُمج خط الطفل مع الجمعية في عام 2006. حيث إنها متاحة لكل الأطفال والمراهقين دون سن التاسعة عشر في جميع أنحاء اسكتلندا، في ذلك الحين كانت المراكز الرئيسية للخدمة موجودة في غلاسكو وأبردين وإدنبره. وقد تم إغلاق المركز الرئيسي أدنبره منذ ذلك الحين. تم تشغيل خط الطفل في اسكتلندا اعتبارًا من مارس 2012 مباشرةً بواسطة الجمعية. بدأت الجمعية في اسكتلندا بالعمل مع الشركاء لتقديم خدمات جديدة للأطفال والأسر في عام 2011.

## عالميًا
شُكلت خطوط مشابهة تستخدم اسم خط الطفل لمساعدة الأطفال في عدة مدن اعتبارًا من مايو 2013 كخط الطفل في بوتسوانا، خط الطفل في الهند، خط الطفل في إيرلندا (لينبه)، خط الطفل في اليابان، خط الطفل في ليتوانيا، خط الطفل في جنوب إفريقيا، الهيئة الوطنية لحماية الطفل في سريلانكا، خط مساعدة الطفل في تنزانيا، خط الطفل في ترينداد وتوباغو. عوضًا عن المنظمات في ناميبيا، ترينيداد وتوباغو، جبل طارق، كينيا، زامبيا، زمبابوي. بعضها عبارة عن مؤسسات خيرية مستقلة والبعض الآخر تم إنشاؤه من قبل الجمعيات الخيرية الحالية للأطفال أو خطوط المساعدة العامة.
تدير الجمعية الايرلندية لمنع القسوة على الأطفال (ISPCC) خط الطفل في ايرلندا منذ عام 1989. أنشأت في عام 2006 خدمة إلكترونية ونصية لزيادة توافر خدمة الاستماع للأطفال في إيرلندا.
تساعد منظمة خط الطفل في أوغندا الأشخاص المصابين بفيروس نقص المناعة المكتسبة (الإيدز) لعيش حياة أفضل.

## رقم التواصل
كان رقم الهاتف المجاني 08001111 من أول أرقام 0800 التي أصدرت في المملكة المتحدة. قبل أن تخصص BT هذا الرقم إلى خط الطفل. حيث تم استخدام  08001111 كرقم خط تجريبي من قبل الفنيين. في حين كانت الأرقام 0800 الأخرى مكونة من 10 خانات ومن ضمنها الأرقام الأربع الأولى. رقم خط الطفل هو رقم من عدد قليل من الأرقام المكونة من 8 خانات المبتدئة بـ 0800 من أرقام المملكة المتحدة التي تم تخصيصها على الإطلاق والرقم الوحيد الذي لا يزال قيد الاستخدام.
يتوفر خط الطفل على الرقم الأوروبي المنسق لخطوط مساعدة الأطفال 116111.
كما بإمكان المراهقين كذلك الاتصال بخط الطفل عن طريق موقعهم الإلكتروني. حيث يمكن للشباب النقر والدردشة مع أحد أعضاء فريق المساعدة  مباشرة من خلال زر «تحدث معنا».